# Tetonion
Tetonion (en griego, Θητώνιον) es el nombre de una antigua ciudad griega de Tesalia. Llegó a ser una de las cuatro principales ciudades del distrito de Tesaliótide.
Se conserva una inscripción fechada entre 450-425 a. C. que es el testimonio más antiguo donde aparece mencionado el título de tago de Tesalia. Se trata de un decreto honorífico para un tal Sotero de Corinto. El tago en funciones de Tetonion debería ser el responsable de que se cumplieran las condiciones de este decreto. En el mismo texto también figura que Tetonion contaba con un ὑλωρός, que era un cargo que tenía funciones de vigilancia en las zonas rurales.